# Pawieł Połubojarow

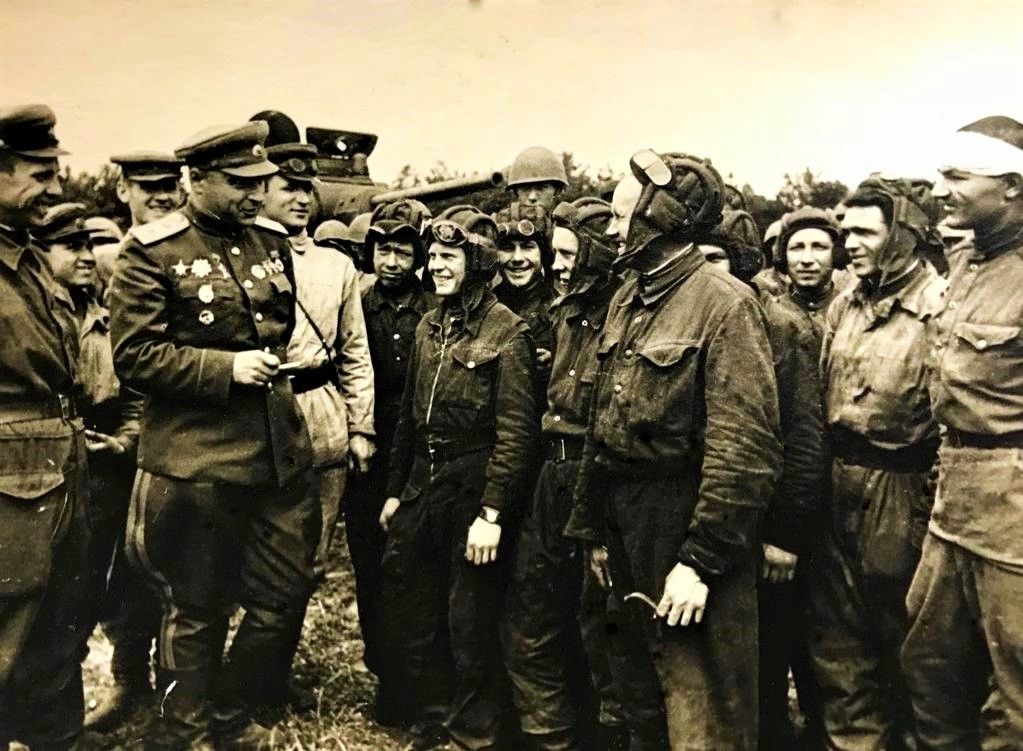
Gen. por. Pawieł Połubojarow w czasie rozmowy z czołgistami z 4 Korpusu Pancernego Gwardii. 1944.

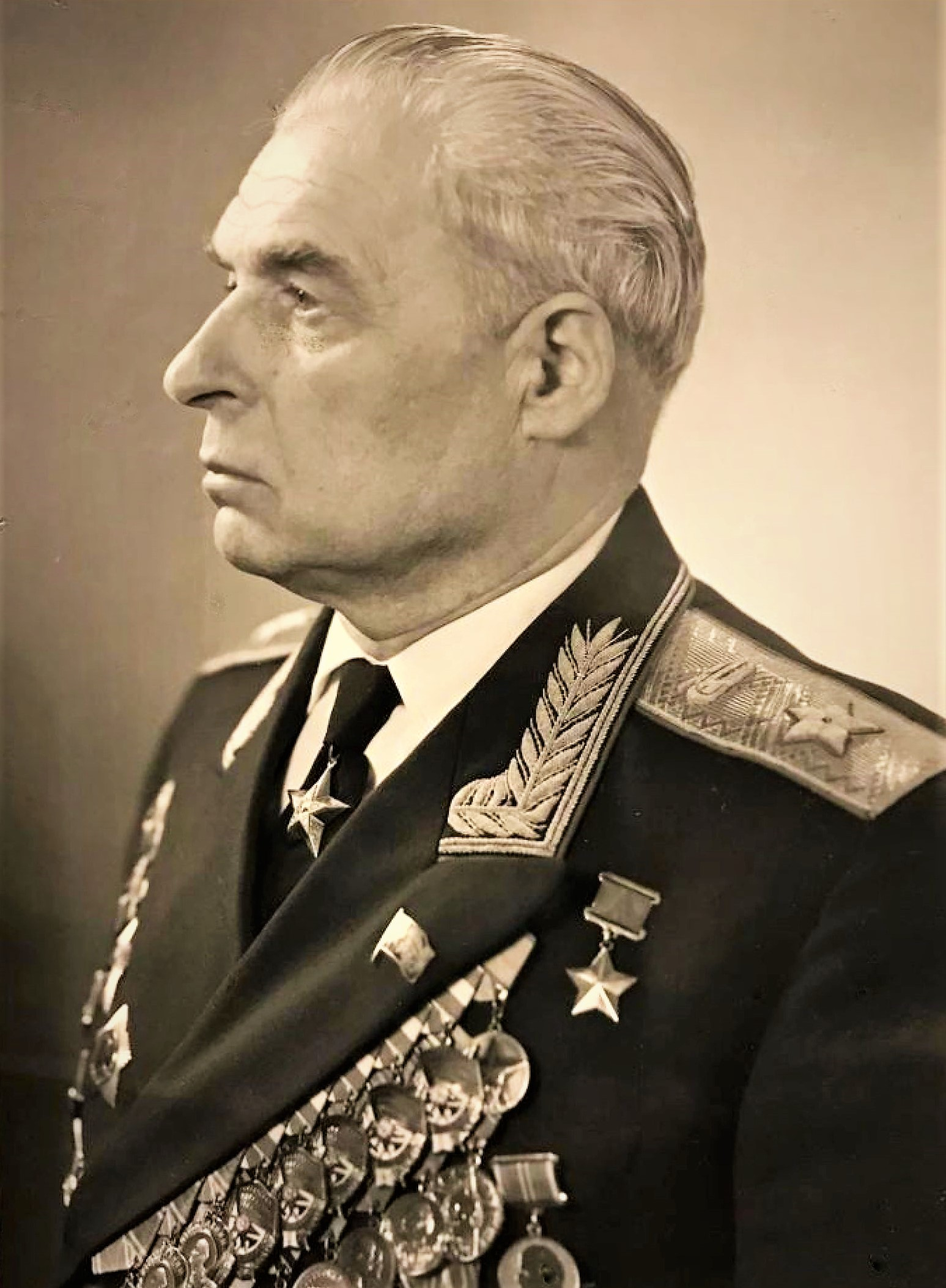
Marszałek wojsk pancernych, Bohater Związku Radzieckiego Pawieł Połubojarow. 1970

Pawieł Pawłowicz Połubojarow, ros. Павел Павлович Полубояров (ur. 21 maja?/3 czerwca 1901 w Tule, zm. 17 września 1984 w Moskwie) – radziecki wojskowy, marszałek wojsk pancernych, Bohater Związku Radzieckiego.

## Życiorys
Urodzony w Tule w rodzinie rzemieślnika. Ukończył szkołę miejską, po jej ukończeniu pracował jako księgowy, następnie jako robotnik, a w latach 1917-1918 był brygadzistą w fabryce.
W listopadzie 1919 roku wstąpił na ochotnika do Armii Czerwonej. W 1920 roku ukończył kurs dowódców piechoty w Tule, a następnie wyższą szkołę dowódców wojsk pancerno-motorowych. Po jej ukończeniu w październiku 1920 został dowódcą czołgu w 6 samodzielnym oddziale pancerno-motorowym do października 1922. Jako dowódca czołgu brał udział w tłumieniu powstania na południowym Uralu w czasie wojny domowej.
Od października 1922 do września 1926 uczył się w Wojskowej Szkole Dowódców Broni w Piotrogradzie. Po jej ukończeniu był kolejno: od września 1926 do października 1927 dowódcą plutonu w 3 pułku zmechanizowanym w Charkowie, od października 1927 do grudnia 1929 dowódcą plutonu szkolnego w 12 dywizjonie pancerno-motorowym w Berdyczowie, od grudnia 1929 do kwietnia 1931 dowódcą dywizjonu motorowego w 45 Dywizji Strzeleckiej w Kijowie. Od kwietnia do listopada 1931 uczestniczył w kursie w Kazaniu. Od listopada 1931 do maja 1932 był szefem sztabu Szkolnego Pułku Czołgów w Kijowie.
Od maja 1932 do listopada 1934 był zastępcą szefa wydziału broni pancerno-motorowej Ukraińskiego Okręgu Wojskowego, a następnie szefem wyszkolenia bojowego wojsk pancernych w tym okręgu. 
W okresie od listopada 1934 do listopada 1938 był słuchaczem Akademii Wojskowej Mechanizacji i Motoryzacji Armii Czerwonej im. Stalina. Po jej ukończeniu od listopada 1938 do czerwca 1940 był szefem wojsk pancernych Zabajkalskiego Okręgu Wojskowego. Będąc na tym stanowisku uczestniczył w walkach nad Chałchin-Goł w 1939 roku. Od czerwca 1940 do stycznia 1941 był zastępcą dowódcy 17 Armii Zabajkalskiego Okręgu Wojskowego, jednocześnie w okresie od listopada 1940 r. do stycznia 1941 był uczestnikiem Wyższego Kursu Dowódców przy Akademii Sztabu Generalnego im. Woroszyłowa. Od stycznia do marca 1941 był szefem wydziału wojsk pancernych i zmechanizowanych sztabu Leningradzkiego Okręgu Wojskowego, od marca do czerwca 1941 szefem wydziału wojsk pancernych i zmechanizowanych sztabu Specjalnego Nadbałtyckiego Okręgu Wojskowego.
Po ataku Niemiec na ZSRR w czerwcu 1941 roku został dowódcą wojsk pancernych i zmechanizowanych Frontu Północno-Zachodniego utworzonego z Nadbałtyckiego Okręgu Wojskowego. Funkcję tę pełnił do marca 1942, a następnie był zastępcą dowódcy Frontu Kalinińskiego ds. wojsk pancernych.
W dniu 7 sierpnia 1942 roku na własną prośbę został mianowany dowódcą 17 Korpusu Pancernego (27 stycznia 1943 roku korpus został przemianowany na 4 Gwardyjski Korpus Pancerny). Korpusem tym dowodził do końca II wojny światowej. W tym czasie dowodził korpusem w czasie walk w rejonie Woroneża od sierpnia do grudnia 1942, ofensywie nad środkowym Donem w grudniu 1942 r. w ramach kontrofensywy pod Stalingradem, w lipcu uczestniczył w bitwie na łuku kurskiem, a potem w walkach na Ukrainie w rejonie Żytomierza i Berdyczowa. W 1944 roku uczestniczył w operacji lwowosko-sandomierskiej, a następnie wschodniokarpackiej. Następnie brał udział w obronie przyczółka pod Sandomierzem. W 1945 roku uczestniczył w operacji sandomiersko-śląskiej, w czasie której uczestniczył w wyzwoleniu Krakowa. Następnie brał udział w walkach na Dolnym Śląsku i w operacji berlińskiej, a następnie w operacji praskiej. 
29 maja 1945 roku został wyróżniony tytułem Bohatera Związku Radzieckiego za umiejętne dowodzenie i osobiste męstwo w czasie walk o Drezno.
Po zakończeniu działań bojowych nadal dowodził 4 Gwardyjskim Korpusem Pancernym i funkcję tę sprawował do kwietnia 1946 roku, kiedy został dowódcą 5 Gwardyjskiej Armii Pancernej. W marcu 1949 roku został I zastępcą a w maju 1953 zastępcą dowódcy wojsk pancernych i zmechanizowanych Armii Czerwonej. W okresie styczeń – maj 1954 był zastępcą szefa, a następnie od maja szefem wojsk pancernych Armii  Radzieckiej. 
W maju 1969 roku po odejściu z funkcji szefa sił pancernych Armii Radzieckiej wszedł w skład Grupy Inspektorów Generalnych Ministerstwa Obrony ZSRR. Mieszkał w Moskwie, gdzie zmarł, został pochowany na cmentarzu nowodziewiczym.

## Awanse
- generał major – 10 listopada 1942;
- generał porucznik – 19 marca 1943;
- generał pułkownik – 11 maja 1945;
- marszałek wojsk pancernych – 28 kwietnia 1962.

## Odznaczenia
- Medal „Złota Gwiazda” Bohatera Związku Radzieckiego (29 maja 1945)
- Order Lenina (czterokrotnie – 14.02.1943, 21.02.1945, 29.05.1945, 15.06.1981)
- Order Rewolucji Październikowej (15.06.1971)
- Order Czerwonego Sztandaru (pięciokrotnie – 4.02.1943, 27.08.1943, 3.11.1944, 15.11.1950, 22.02.1968)
- Order Suworowa kl. II (dwukrotnie – 19.03.1943, 6.04.1945)
- Order Kutuzowa kl. II (dwukrotnie – 10.01.1944, 25.08.1944)
- Order Czerwonej Gwiazdy (dwukrotnie - 17.11.1939, 15.06.1961)
- Order „Za służbę Ojczyźnie w Siłach Zbrojnych ZSRR” kl. III (30.04.1975)
- Medal jubileuszowy „XX lat Robotniczo-Chłopskiej Armii Czerwonej” (1938)
- Medal 100-lecia urodzin Lenina